# Тацита (мифология)
Тацита (Такита) (лат. «Молчаливая богиня»; также Dea Muta «молчаливая богиня») — божество подземного мира римской религии и мифологии . По словам Овидия, это была водяная нимфа по имени Лара или первоначально Лала, дочь бога реки Альмо, ставшая матерью Ларов (Мания) после того, как её изнасиловал Меркурий. Из-за этого происшествия её иногда отождествляли с Ларундой .

## Плутарх
Впервые она упоминается в «Сравнительных жизнеописаниях» Плутарха (Нума VIII, 6) под именем Такита, но все ещё без ссылки на подземный мир или «мать ларов». По словам Плутарха, который воспроизводит латинское имя на греческом языке и объясняет его как «молчаливое или безмолвное» (Τακίταν … οἷον σιωπηλὴν ἢ ἐνεάν), она была одной из камей наряду с Эгерией. Каменам поклонялись так же, как музам, например, Нума Помпилиус, легендарный король раннего римского периода, получал мудрые советы и предсказания от каменов. Говорят, что Нума особенно рекомендовал римлянам поклоняться Таците, что заставило Плутарха заподозрить, что Нума хотел соблюдать пифагорейский принцип молчания.

## Овидий
Основным источником сведений о Таците является Овидий, который рассматривает её в Фасти, его объяснении календаря римских фестивалей, в феврале месяце (Книга II), после его описания Parentalia (II, 533 и далее). Это был девятидневный период семейного культа (13-21 Февраль), в котором римляне помещали подношения в качестве пищи для мертвых на улицах между могилами их родственников.

## Лактанций
Христианский поэт Лактанций (Божественные институты I, XX, 35) не упоминал её не как Тациту, а как богиня Мута и выделяет её как особенно нелепую фигуру языческого мира богов, как божество, которое даже не может говорить. Он сообщает, что её приравнивают к матери Ларена (hanc esse dicunt ex qua sint Lares nati), которую также называли Лара или Ларумда (et ipsam Laram nominant uel Larumdam nominant). Идентификация с матерью и имени Laren Lara оценивается как признак влияния Овидия.